# Erisma
Erisma  es un género de plantas con flor perteneciente a  la familia de las  Vochysiaceae. Comprende 28 especies.

## Especies aceptadas
A continuación se brinda un listado de las especies del género Ecrisma aceptadas hasta octubre de 2011, ordenadas alfabéticamente. Para cada una se indica el nombre binomial seguido del autor, abreviado según las convenciones y usos.
- Erisma arietinum M.L.Kawas.
- Erisma bicolor Ducke
- Erisma blancoa Marc.-Berti
- Erisma bracteosum Ducke
- Erisma calcaratum (Link) Warm.
- Erisma costatum Stafleu
- Erisma djalma-batistae Paula
- Erisma floribundum Rudge
- Erisma fuscum Ducke
- Erisma gracile Ducke
- Erisma japura Spruce ex Warm.
- Erisma lanceolatum Stafleu
- Erisma laurifolium Warm.
- Erisma maliforme Link ex Warm.
- Erisma megalophyllum Stafleu
- Erisma micranthum Spruce ex Warm.
- Erisma nitidum DC.
- Erisma niveum Link ex Warm.
- Erisma silvae Marc.-Berti
- Erisma splendens Stafleu
- Erisma tessmannii Pilg.
- Erisma uncinatum Warm.

## Sinonimia
- Debraea, Ditmaria.